# Troy (Lied)
Troy ist ein Lied von Sinéad O’Connor, das 1987 als Debütsingle von ihrem ersten Album The Lion and the Cobra erschienen ist.

## Inhalt und Interpretationen
Die in Titel und Liedtext genannte, zerstörte antike Stadt Troja (englisch: Troy) kann als Metapher für das im Lied wütend beklagte Ende einer Liebesbeziehung gedeutet werden. Andere Quellen sehen das Lied als Auseinandersetzung mit ihrer Mutter, die 1985 bei einem Autounfall ums Leben kam.
O’Connor spielt auf das Gedicht No Second Troy von William Butler Yeats an, das sie teils wörtlich zitiert: „Being what you are, there is no other Troy for you to burn“ (O’Connor) / „Why, what could she have done being what she is? Was there another Troy for her to burn?“ (Yeats).

## Rezeption
2002 erschien die CD Troy (The Phoenix from the Flame) mit zehn unterschiedlichen Remixes des Stücks von anderen Künstlern.